# Oreina pulchra
Chrysochloa pulchra
Chrysochlora : genre d'insectes diptères
Chrysochloa : genre de plantes grasses d'Afrique de la famille Poaceae
Espèce
Synonymes
- Chrysochloa pulchra Förster, 1891

Oreina pulchra est une espèce fossile d'insectes coléoptères de la famille des Chrysomelidae.

## Classification
L'espèce Oreina pulchra est décrite en 1891 par le paléontologue allemand Bruno Förster (1852-1924) sous le protonyme Chrysochloa pulchra,.

### Ajout en 1937
En 1937 le paléontologue français Nicolas Théobald (1903-1981) ajoute un échantillon fossile de Kleinkembs et redécrit l'espèce,.

### Fossiles
Selon Paleobiology Database en 2023, deux collections du Rupélien de l'Oligocène, d'il y a 33,9 à 28,4 Ma, sont référencées, une en France et l'autre en Allemagne :
- la première vient de Brunnstatt dans le Haut-Rhin en Alsace et décrite en 1891 par Bruno Förster ;
- la deuxième échantillon R770 vient de collection Mieg conservée au Muséum de Bâle, du gisement de Kleinkembs en Bade-Wurtemberg et décrite par Nicolas Théobald en 1937[2].

## Description

### Caractères
Diagnose de Nicolas Théobald en 1937, : 

« Un élytre droit vu par la face dorsale. L'échantillon en présente le moule interne.
Élytre large, légèrement bombé. Bord sutural droit ; bord marginal presque droit jusqu'au quart externe au delà duquel il s'arrondit vers le sommet ; scutellum petit, plus large que long ; bord antérieur à peine concave ; épaule arrondie ; épipleure très étroit ; surface marquée de quelques bosses faibles à l'avant ; ornementation en points creux irrégulièrement répartis. ».

### Dimensions
La longueur de l'élytre est de 11,5 mm et la largeur de 6 mm.

### Affinités
« Probablement identique à Chrysochloa pulchra Förster de Brunnstatt. mais ce dernier est de taille légèrement inférieure. Par ailleurs les caractères concordent. ».

## Biologie
« Le g. Chrysochloa se rencontre en Europe. On les trouve dans les régions montagneuses le long des cours d'eau où ils vivent sur des plantes (Doronicum, Hieracium). ».

## Galerie
- Espèces vivantes du genre Oreina
- Oreina alpestris.
- Oreina bifrons - femelle.
- Oreina cacaliae.
- Oreina speciosa.
- Oreina gloriosa.

### Publication originale
- [1891] (de) B. Förster, « Die Insekten der "Plattigen Steinmergels" von Brunstatt », Abhandlungen zur Geologischen Specialkarte von Elsass-Lothringen, Strasbourg, vol. 3,‎ 1891, p. 333-594 (ISSN 1256-4338, lire en ligne). .